# Kongo-Kinshasa i olympiska spelen
Kongo-Kinshasa har deltagit i 11 olympiska sommarspel, vartenda sedan 1980. Inga medaljer har tagits. Landet har inte ställt upp i olympiska vinterspelen. Från 1984 till 1996 tävlade landet som Zaire. 

## Medaljer
| Guld | Silver | Brons | Totalt antal medaljer |
| ---- | ------ | ----- | --------------------- |
| 0    | 0      | 0     | 0                     |

### Medaljer efter sommarspel
| Spel                | Idrottare        | Guld | Silver | Brons | Totalt | Placering |
| Mexico City 1968    | 5                | 0    | 0      | 0     | 0      | –         |
| München 1972        | Deltog inte      |      |        |       |        |           |
| Montréal 1976       | Deltog inte      |      |        |       |        |           |
| Moskva 1980         | Deltog inte      |      |        |       |        |           |
| Los Angeles 1984    | 8                | 0    | 0      | 0     | 0      | –         |
| Seoul 1988          | 15               | 0    | 0      | 0     | 0      | –         |
| Barcelona 1992      | 17               | 0    | 0      | 0     | 0      | –         |
| Atlanta 1996        | 14               | 0    | 0      | 0     | 0      | –         |
| Sydney 2000         | 2                | 0    | 0      | 0     | 0      | –         |
| Aten 2004           | 4                | 0    | 0      | 0     | 0      | –         |
| Peking 2008         | 5                | 0    | 0      | 0     | 0      | –         |
| London 2012         | 4                | 0    | 0      | 0     | 0      | –         |
| Rio de Janeiro 2016 | 4                | 0    | 0      | 0     | 0      | –         |
| Tokyo 2020          | 7                | 0    | 0      | 0     | 0      | –         |
| Paris 2024          | Framtida tävling |      |        |       |        |           |
| Los Angeles 2028    | Framtida tävling |      |        |       |        |           |
| Brisbane 2032       | Framtida tävling |      |        |       |        |           |
| Totalt              | Totalt           | 0    | 0      | 0     | 0      | –         |